# 丹·沙利文 (1964年)
丹尼爾·斯科特·沙利文（英語：Daniel Scott Sullivan；1964年11月13日—），是一位美國共和黨政治人物，現任阿拉斯加州的聯邦參議員。
沙利文在俄亥俄州出生，後在哈佛大學及乔治城大学獲得學位，並在美国哥伦比亚特区联邦巡回上诉法院實習。1993年畢業後，他隨即加入美國海軍陸戰隊，到1997年離役成為美國海軍陸戰隊預備役隊員，曾在2004年至2006年與2009年和2013年再次服役。
1997年至1999年期間，沙利文是美国联邦第九巡回上诉法院和阿拉斯加最高法院的法官書記員，後來在2000年至2002年間在安克拉治私人執業，然後轉到馬里蘭州為聯邦政府工作——先在國家經濟委員會與国家安全委员会任職；後轉任經濟和商業事務助理國務卿。
其後，沙利文返回阿拉斯加，在2009年到2010年期間擔當阿拉斯加州總檢察長一職，之後在2010年至2013年出任阿拉斯加自然資源部專員。2013年9月他辭去專員，準備在2014年的選舉挑戰時任民主黨籍參議院議員馬克·貝吉奇的席位。2014年8月，沙利文擊敗阿拉斯加州副州長米德·崔德威和2010年參議院議員候選人喬·米勒贏得共和黨初選，並在議員選舉以47.96%選票勝過貝吉奇的45.83%選票，在282,400票中用6014票的差距取得議席。
2021年6月6日，丹·沙利文与德拉瓦州联邦参议员克里斯·康斯和伊利诺伊州民主党参议员谭美·达克沃斯搭乘美国空军现役C-17A运输机访问中华民国台北市，赠送台湾75万剂新冠疫苗。6月7日，中華人民共和國外交部發言人汪文斌在記者會上對此表示「堅決反對和強烈讉責」。

## 早年生活與教育
沙利文在俄亥俄州费尔维尤帕克出生長大，是Sandra (néeSimmons)和Thomas C. Sullivan的兒子。沙利文的父親是RPM International的總裁兼執行長，RPM International是由 Sullivan 的祖父弗蘭克·C·沙利文（Frank C. Sullivan）所創立的上市跨國公司，擁有超過15,000名員工。
沙利文於1983年畢業於印第安納州的卡爾弗學院卡爾弗學院。隨後他在哈佛大學攻讀經濟學，1987年以優異成績畢業，取得文學士學位。他前往喬治城大學就讀，在沃爾什外交學院和喬治城大學法律中心就讀，並於1993年獲得法學博士和外交科學碩士聯合學位。

## 早期生涯

### 兵役
沙利文在完成法律和外交學位課程後，於1993年加入美國海軍陸戰隊。1993年至1997年間，他一直在服現役，之後轉為美國海軍陸戰隊後備役。沙利文在安克雷奇的一個偵察營工作了幾年。他曾三次被召回現役：2004年至2006年、2009年初以及2013年7月在阿富汗服役六週。 沙利文是海軍陸戰隊後備役上校，並榮獲国防部军功奖章。

### 早期法律生涯
退役海軍陸戰隊後，沙利文於1997年至1998年間擔任美國第九巡迴上訴法院安德鲁·克兰菲尔德 法官的法律助理，並於1998年至1999年間擔任阿拉斯加州最高法院首席法官沃倫·馬修斯（Warren Matthews）的法律助理。同年，他加入阿拉斯加律師協會。

### 白宮和國務院
2002年，沙利文獲選為白宮學者，在國家安全委員會工作。之後，他在白宮領導國家經濟委員會國際經濟局并擔任國家安全委員會的工作人員。他為小布什總統、國家安全顧問和NEC主席提供建議。他於2004年離開白宮。
2006 年，布希任命沙利文為美國負責經濟、能源和商業事務的助理國務卿。同年5月，美國參議院一致通過沙利文的任命。他擔任此職務直到2009年1月。在擔任助理國務卿期間，他在安克拉治擁有一棟房子，並繼續以缺席選票的方式在阿拉斯加選舉中投票，同時聲稱馬里蘭州的貝塞斯達是他主要的納稅居所。

### 阿拉斯加州檢察總長
阿拉斯加州檢察長達麗斯·J·科爾貝格因阿拉斯加州公共安全專員解僱醜聞於2009年2月辭職。州長薩拉·帕林提名韦恩·安东尼·罗斯為檢察長，但阿拉斯加州議會否決了羅斯。隨後佩林決定提名沙利文。 他於2009年6月宣誓就職，當時阿拉斯加州議會正在休會。阿拉斯加州議會於2010年4月9日一致確認沙利文的任命。

## 參議院生涯

### 選舉

#### 2014
2013年10月15日，沙利文宣佈參加2014年選舉，競選民主黨現任參議員馬克·貝尼奇的席位。 貝尼奇在上次選舉中擊敗了長期在任的特德·史蒂文斯。史蒂文斯在 2009 年被開釋後參選，並被廣泛預期會獲勝，但在2010年8月9日因飛機墜毀身亡。 這使得共和黨提名的競選大局已定。
2014年6月10日，沙利文向貝尼奇提供了《阿拉斯加協議》。這是「人民承諾 」的修改版。此策略曾在2012年伊麗莎白·沃倫和斯科特·布朗 的馬薩諸塞州美國參議院競選中使用，以大幅限制外部第三方支出。貝尼奇拒絕了這一協議。根據Ballotpedia的資料，這場競選的外部支出接近4,000萬美元。
儘管前州長佩林在競選後期支持2010年的黨內提名人米勒，沙利文在8月19日的共和黨初選中仍以40%的得票率勝出
2014年11月12日，美聯社和CNN宣佈，沙利文在大選中以大約8000票-48.6%對45.4%擊敗貝尼奇。當時還剩約31,000張選票尚未點算，而貝尼奇拒絕承認敗選。 貝尼奇最終在11月17日認輸。 最終結果顯示，在282,400張選票中，沙利文以6,014優勢票勝出，得票率為47.96%對45.83%。

#### 2020
在2020年的選舉中，沙利文在共和黨初選中在無競爭對手的情況下，對決獨立候選人阿尔·格罗斯，一名整形外科醫生和前商業漁民，由阿拉斯加民主黨提名。這場競選被認為是 「出乎意料的接近」，一些民調顯示兩位候選人的票數不相上下。 格羅斯宣揚他在該州「根深蒂固」，並發表了幾段受到全國關注的競選影片。 除了民主黨參議員競選委員會資助格羅斯參選外，據報導，格羅斯在2019年7月1日至9月底期間，「募款工作非常出色」，募款額甚至超過了沙利文。

雖然在11月3日選舉過後的幾天內，確認結果都被認為「言之尚早」，但格羅斯仍然在11月13日致電沙利文宣佈認輸。 最終，沙利文以54%對41%擊敗格羅斯，阿拉斯加獨立黨提名人约翰·豪 (John Howe) 獲得近5%的選票。

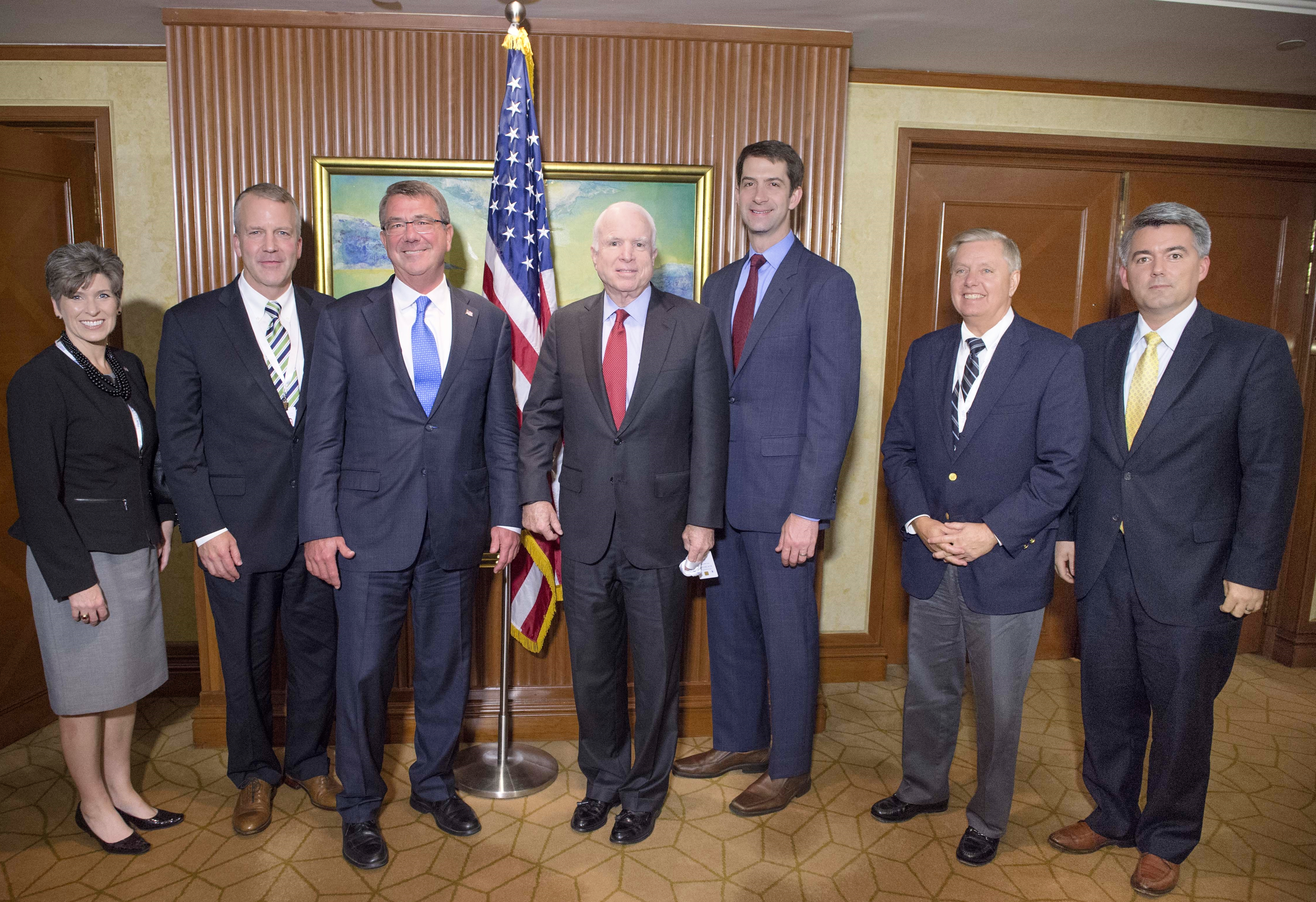
美國國防部長阿什顿·卡特與參議員乔妮·厄恩斯特 、丹·沙利文、約翰·麥凱恩 、湯姆·科頓 、林赛·格雷厄姆及科里·加德纳出席在新加坡舉行的 2016年國際戰略研究所亞洲安全高峰會。

### 任期内
沙利文於2015年1月6日在副總統喬·拜登的主持下宣誓就職。

### 委员会任职
沙利文在以下参议院委员会中任职：
- 美国参议院军事委员会
- 美国参议院商务、科学和交通委员会
- 美國參議院環境與公共工程委員會（英语：Committee on Environment and Public Works）
- 美國參議院退伍軍人事務委員會（英语：United States Senate Committee on Veterans' Affairs） [22]

## 外部連結
- 丹·沙利文（页面存档备份，存于）參議院官方網站
- 丹·沙利文議員（页面存档备份，存于） 參議院官方網站
- 競選網站（页面存档备份，存于）
- 中的“丹·沙利文 (1964年)”
- C-SPAN內的頁面（英文）
- 美國國會國家人物傳記大辭典中的傳記
- 由華盛頓郵報維護的投票記錄
- 智慧投票计划中的傳記、投票紀錄及利益集團評級
- 聯邦選舉委員會中的競選財務報告和數據
- Sullivan Profile at Ballotpedia

| 司法职务                 | 司法职务                                                    | 司法职务                |
| ------------------------ | ----------------------------------------------------------- | ----------------------- |
| 前任者： 達麗斯·科爾貝格 | 阿拉斯加州總檢察長 2009年－2010年                           | 繼任者： 約翰·伯恩斯    |
| 政党职务                 |                                                             |                         |
| 前任者： 泰德·史蒂芬     | 美國參議員阿拉斯加州共和黨被提名人 （第2類） 2014年、2020年 | 最新的                  |
| 美国参议院               |                                                             |                         |
| 前任者： 馬克·貝吉奇     | 阿拉斯加州第2類參議員 2015年－ 與莉薩·穆爾科斯基同時在任    | 現任                    |
| 美國排位名單             |                                                             |                         |
| 前任者： 喬尼·恩斯特     | 美國參議員資歷 第65位                                       | 繼任者： 克里斯·范·荷倫 |